# Crapeaumesnil
Crapeaumesnil település Franciaországban, Oise megyében. Lakosainak száma 220 fő (2022. január 1.). Crapeaumesnil Amy, Fresnières és Beuvraignes községekkel határos.

## Népesség
A település népességének változása:
| Lakosok száma | 192  | 199  | 204  | 202  | 204  | 211  | 211  | 216  | 220  |
|               | 2013 | 2015 | 2016 | 2017 | 2018 | 2019 | 2020 | 2021 | 2022 |